# Prix Icare
Le prix Icare est une distinction privée, décernée une fois par an par l'Association des journalistes professionnels de l'aéronautique et de l'espace (AJPAE) à l'occasion de son assemblée générale annuelle. Décerné pour la première fois en 1957, le prix Icare récompense l'œuvre et l’engagement d'une personnalité (ou, plus rarement, d’une équipe) dans le domaine aéronautique ou spatial, spécialité des membres de l'association.

## Liste des récipiendaires du prix Icare
- 2024 : Sophie Adenot, pilote d’essai de l'armée de l’Air et de l’Espace, astronaute de l'ESA
- 2023 : Patrouille de France
- 2022 : Soufflerie de Modane Avrieux de l'Onera
- 2021 : Le Centre Médical d'Évacuation Aérienne (CME-Evasan) de l'Aéroport d'Orly
- 2020 : Musée de l'Air et de l'Espace de Paris-Le-Bourget
- 2019 : La ﬂotte des bombardiers d'eau de la Sécurité civile
- 2018 : Fabrice Brégier, président exécutif du groupe EADS[2]
- 2017 : Thomas Pesquet, spationaute[3],[4]
- 2016 : Boeing[5],[6]
- 2015 : Didier Evrard, directeur du programme A350XWB[7],[8]
- 2014 : Bruno Guimbal, concepteur de l'hélicoptère Cabri G2[9]
- 2013 : André Turcat, pilote d'essai[10]
- 2012 : Louis Gallois, président exécutif d'EADS
- 2011 : Jean-Yves Le Gall, président directeur général d'Arianespace[11],[12]
- 2010 : André Borschberg et Bertrand Piccard, et toute l'équipe de Solar Impulse[13]
- 2009 : Madame la générale Valérie André[14],[15],[16],[17]
- 2008 : Centre d'expertises aériennes militaires (CEAM) de Mont-de-Marsan[18]
- 2007 : Yves Kerhervé, chef pilote d'essai de la société Dassault
- 2006 : Jean-Yves Glémée et l'association « Les Chevaliers du Ciel »
- 2005 : Jean-Pierre Lebreton et l'équipe de la mission Huygens
- 2004 : Jean-Cyril Spinetta, président directeur d'Air France[19],[20]
- 2003 : Jean-François Bigay, cofondateur et président d’Eurocopter
- 2002 : Jacques Perrin et son équipe pour son film Le Peuple migrateur
- 2001 : Roger-Maurice Bonnet, directeur des programmes scientifiques à l'Agence spatiale européenne
- 2000 : Bertrand Piccard et Brian Jones, vainqueurs du Tour du monde en ballon
- 1999 : Jean Pierson
- 1998 : Jean-Loup Chrétien et les spationautes français
- 1997 : Jean-Claude Hironde et l’équipe des essais en vol du Rafale
- 1996 : Charles Bigot[21]
- 1995 : DASA
- 1994 : Henri-Paul Puel
- 1993 : Pierre Baud et l'équipe des essais en vol d'Airbus Industrie
- 1992 : Philippe Poisson-Quinton
- 1991 : Alexandre Couvelaire
- 1990 : Jean Salis
- 1989 : Catherine Maunoury
- 1988 : le Musée de l'Air et de l'Espace
- 1987 : Gérard Brachet (satellite SPOT)
- 1986 : Groupement Aérien de la Sécurité Civile
- 1985 : Jacques Nœtinger[22]
- 1984 : Aviation sans frontières
- 1983 : Jean Lasserre et la revue ICARE
- 1982 : Jean-Marie Saget
- 1981 : René Ravaud
- 1980 : l'équipe Ariane
- 1979 : François Legrand
- 1978 : Paul Chassagne
- 1977 : Roger Béteille
- 1976 : Office national d'études et de recherches aérospatiales (ONERA)
- 1975 : Henri Ziegler
- 1973 : Jean Bertin, ingénieur aéronautique et ferroviaire
- 1972 : Pierre Robin (ingénieur), constructeur aéronautique
- 1971 : Lucien Servanty, ingénieur aéronautique
- 1970 : l'ingénieur général Louis Bonte
- 1969 : Joseph Szydlowski, ingénieur motoriste
- 1968 : l'amiral Paul Hébrard
- 1967 : Daniel Rastel, pilote d'essai
- 1966 : Bernard Dorléac
- 1965 : Henri Deplante
- 1964 : Georges Ricard, ingénieur aéronautique
- 1963 : Jacqueline Auriol
- 1962 : René Bigand, pilote d'essai
- 1961 : Jean Boulet, pilote d'essai
- 1960 : Pierre Satre, pilote d'essai
- 1957 : Charles Goujon, pilote d'essai